# نامه‌های پلاستیکی
نامه‌های پلاستیکی (به انگلیسی: Plastic Letters)، دومین آلبوم استودیویی گروه موسیقی موج نوی آمریکایی، بلاندی، است که در سال ۱۹۷۷ میلادی به وسیلهٔ شرکت کریسلس رکوردز منتشر شد. از این آلبوم دو تک‌آهنگ به ده‌تای برتر بریتانیا راه یافتند و آخرین آلبوم بلاندی بود که به وسیلهٔ ریچارد گاتهرر تهیه می‌شد. «دنیس»، تقلیدی از ترانهٔ موفق سال ۱۹۶۳ رندی اند ده رینبوز، در تمام اروپا به ترانه‌ای موفق تبدیل شد و در فوریهٔ ۱۹۷۸ در بریتانیا به رتبهٔ دو رسید. «عزیزم، (من همیشه تحت تأثیر) حضور (توام)» دومین تک‌آهنگ آلبوم بود و در مه ۱۹۷۸ به ده تای برتر رسید. این آهنگ به وسیلهٔ نوازندهٔ گیتار بیس گروه، گری ولنتاین، اندکی پیش از جدایی وی از گروه و درست قبل از آن‌که آلبوم ضبط شود نوشته شده بود. (لذا کریس استین علاوه بر نواختن گیتار در آلبوم، وظیفهٔ نواختن گیتار بیس را نیز داشت.) نامه‌های پلاستیکی دو بار به‌طور دیجیتالی بازسازی و منتشر شد. مرتبهٔ نخست از طرف کریسلس رکوردز در ۱۹۹۴ با دو ترانهٔ اضافی و مرتبهٔ دوم در ۲۰۰۱ به وسیلهٔ ای‌ام‌آی-کپیتل همراه چهار ترانهٔ اضافی بود.

## فهرست آهنگ‌ها
طرف اول
1. «Fan Mail» (جیمی دستری) – ۲:۳۸
2. «Denis» (نیل لونسن) – ۲:۱۹
3. ‎ «Bermuda Triangle Blues (Flight 45)»‎ (کریس استین) – ۲:۴۹
4. «Youth Nabbed as Sniper» (استین) – ۳:۰۰
5. «Contact in Red Square» (دستری) – ۲:۰۱
6. ‎ «(I'm Always Touched by Your) Presence, Dear»‎ (گری ولنتیاین) – ۲:۴۳
7. «I'm on E» (دبرا هری، استین) – ۲:۱۳

طرف دوم
1. «I Didn't Have the Nerve to Say No» (دستری، هری) – ۲:۵۱
2. «Love at the Pier» (هری) – ۲:۲۷
3. «No Imagination» (دستری) – ۲:۵۶
4. «Kidnapper» (دستری) – ۲:۳۷
5. «Detroit ۴۴۲» (دستری، هری) – ۲:۲۸
6. «Cautious Lip» (استین، رونی توست) – ۴:۲۴

‎CD reissue bonus tracks (1994 UK)‎
1. «Poets Problem» (دستری) – ۲:۲۰
2. ‎«Denis» (alternative version)‎ (لونسن) – ۲:۲۲

‎CD reissue bonus tracks (2001)‎
1. ‎«Once I Had a Love» (a.k.a. «The Disco Song»)‎ (هری، استین) – ۳:۵۸
2. «Scenery» (ولنتیاین) – ۳:۱۰
3. «Poets Problem» (دستری) – ۲:۲۰
4. ‎ «Detroit ۴۴۲» (live)‎ (دستری، استین) – ۲:۳۳